# قلعة طبرق

قلعة طبرق

قلعة طبرق أو المقبرة الألمانية هي موقع ليبي دُفن فيه الألمان الذين ماتوا في الحرب العالمية الثانية. فبعد نهاية الحرب قامت الجمعية الفيدرالية الشعبية الألمانية لرعاية قتلى الحرب العالمية الثانية بالتعاون مع السلطات الليبية بجمع وانتشال رفات أكثر من 6000 قتيل ألماني في طبرق، التي كانت مسرح عمليات قوات الحلفاء والمحور خلال الحرب العالمية الثانية.
وصممت المقبرة التي تقع على مشارف مدينة طبرق وقبالة ميناء طبرق البحري على شكل قلعة حصينة وتضم في وسطها قبرا جماعيا يحوي رفات وأشلاء 6025 قتيل حرب ألمانيا، ويحيط به ممرات واسعة وتنتصب في محيطه ألواح صخرية جدارية نقشت عليه أسماء الجنود القتلى المدفونين في المقبرة وتماثيل ورسومات تحمل تعابير جنائزية وتقديرية تخليدا لذكرى الذين فقدوا حياتهم في هذه الحرب.